# Lepechinia cardiophylla
Lepechinia cardiophylla är en kransblommig växtart som beskrevs av Carl Clawson Epling. Lepechinia cardiophylla ingår i släktet Lepechinia och familjen kransblommiga växter. Inga underarter finns listade i Catalogue of Life.